# Domenico Modugno
Domenico Modugno (9. ledna 1928 Polignano a Mare – 6. srpna 1994 Lampedusa) byl italský zpěvák, textař, herec a později i člen italského parlamentu. Je dvojnásobným držitelem Grammy Awards.

## Život
V roce 1935 se rodina přestěhovala do San Pietro Vernotico v provincii Brindisi (jsou zde pohřbeni jeho rodiče). Domenico zde chodil na základní školu a učil se dialekt regionu okolo San Pietro Vernotico, který patří do jazykové oblasti Lecce a má blízko k sicilskému dialektu. V Lecce navštěvoval střední školu.

## Umělecká dráha
Prvně okusil popularitu v roce 1957 kdy jeho píseň „Lazzarella“ (původně od Aurelia Fierra) skončila druhá na Festival della Canzone Napoletana.
V roce 1958 hrál v komedii La rosa di Zolfo u příležitosti Festival della Prossa v Benátkách. Zásadní obrat v jeho kariéře nastal v témže roce, kdy se zúčastnil hudebního festivalu Sanremu, kde spolu s Johnnym Dorellim zazpíval „Nel blu, dipinto di blu“. Tato píseň, kterou vytvořil spolu s Franco Migliaccim, Sanremo vyhrála a rázem se s úspěchem rozšířila po celém světě zvláště v USA. Získala dvě ocenění Grammy a prodalo se jí přes milión nosičů. V roce 1958 také reprezentovala Itálii na Eurovision Song Contest, kde skončila na třetím místě.
V roce 1959 vyhrál Modugno Sanremo podruhé za sebou s „Piove“ (také známou jako „Ciao, ciao bambina“) a v roce 1960 skončil druhý s písní „Libero“. Pro Modugna to bylo velmi úspěšné období, v roce 1959 znovu reprezentoval Itálii na Eurovision Song Contest. Později vydal píseň „Io“, kterou zpíval v angličtině („Ask me“) Elvis Presley.
V roce 1962 vyhrál Sanremo potřetí s „Addio…, addio…“. O čtyři roky později opět reprezentoval Itálii na Eurovision Song Contest s písní „Dio come ti amo“. Pro své album Our song ji nahrál v angličtině Jack Jones pod názvem „Oh How Much I Love You“.
V sedmdesátých letech se Modugno jako zpěvák a hudebník zaměřil spíše na klasickou hudbu, adaptaci poezie, herecké působení v televizi a působil jako první zpěvák v rolích moderní opery.
V roce 1986 se dal na politickou dráhu jako člen italské Radikální strany a o rok později byl zvolen poslancem za Turín. V této poslední etapě svého života byl společensky aktivní v sociálních otázkách, kdy bojoval proti nelidským podmínkám v psychiatrické léčebně Agrigento.
Domenico Modugno v srpnu 1994 podlehl infarktu ve svém domě u moře na ostrově Lampedusa.

## Písně
- „Lu pisce spada“
- „Nel blu, dipinto di blu“ – také známá jako Volare (vítězná píseň na festivalu Sanremo 1958) složil Modugno s Franco Migliaccim
- „La Iontananza“
- „Piove“ - také známá jako „Ciao ciao bambina“
- „Sopra i tetti azzurri del mio pazzo amore“
- „Vecchio frac“
- „Non piangere Maria“
- „Amara terra mia“
- „Stasera pago io“
- „Il maestro di violino“